# جاغاتسپانیان
جاغاتسپانیان (زبان ارمنی: Ջաղացպանյան), یکی از نام‌های خانوادگی رایج در میان ارمنیان می‌باشد.
- کارینه جاغاتسپانیان
- گریگور جاغاتسپانیان
- پیش‌نویس:گایانه جاغاتسپانیان